# خوسيه أورتيز (لاعب كرة قدم)
خوسيه أورتيز (بالإسبانية: José Ortiz Cortes) هو لاعب كرة قدم كولومبي، ولد في 16 نوفمبر 1998 في توماكو في كولومبيا. لعب مع ديبورتيفو باستو.

## وصلات خارجية
- خوسيه أورتيز (لاعب كرة قدم) على موقع قاعدة بيانات كرة القدم.إي يو (الإنجليزية)
- خوسيه أورتيز (لاعب كرة قدم) على موقع Soccerway.com (الإنجليزية)